# Eutetrapha
Eutetrapha is een geslacht van kevers uit de familie van de boktorren (Cerambycidae). De wetenschappelijke naam van het geslacht werd voor het eerst geldig gepubliceerd in 1884 door Henry Walter Bates.

## Soorten
- Eutetrapha biscostata Hayashi, 1994
- Eutetrapha chlorotica Pu & Jin, 1991
- Eutetrapha chrysochloris (Bates, 1879)
- Eutetrapha cinnabarina Pu, 1986
- Eutetrapha complexa Pu & Jin, 1991
- Eutetrapha elegans Hayashi, 1966
- Eutetrapha flavoguttata Pu & Jin, 1991
- Eutetrapha laosensis Breuning, 1965
- Eutetrapha lini Chou, Chung & Lin, 2010
- Eutetrapha metallescens (Motschulsky, 1860)
- † Eutetrapha nephele (Heer, 1847)
- Eutetrapha ocelota (Bates, 1873)
- Eutetrapha sedecimpunctata (Motschulsky, 1860)
- Eutetrapha shiqianensis Pu & Jin, 1991
- Eutetrapha stigmosa Pu & Jin, 1991
- † Eutetrapha striolata Zhang J. F., 1989
- † Eutetrapha terenia Zhang J.F., Sun B. & Zhang X., 1994
- Eutetrapha velutinofasciata Pic, 1939
- Eutetrapha virides Pu & Jin, 1991